# Anatol Jezierski
Anatol Jezierski (ur. 29 października 1885 w Bobrujsku, zm. 6 września 1976 w Warszawie) – pułkownik kawalerii Wojska Polskiego, działacz niepodległościowy, kawaler Orderu Virtuti Militari.

## Życiorys
Urodził się 29 października 1885 w Bobrujsku, ówczesnym mieście powiatowym guberni mińskiej, w rodzinie Tadeusza i Antoniny z Mikicińskich.
Służył w armii rosyjskiej. W 1919 był zastępcą dowódcy w 1 pułku ułanów, który wchodził w skład Dywizji Syberyjskiej. W styczniu 1920 na czele małej grupy kawalerzystów zdołał uniknąć bolszewickiej niewoli i dotrzeć do Harbinu, gdzie objął dowództwo oddziału jazdy.
Na początku lipca 1920 przypłynął do Gdańska na statku Jarosław i został skierowany do obozu szkolnego w Grupie. 16 sierpnia objął dowództwo 3. szwadronu, a 30 sierpnia dowództwo I dywizjonu 18 pułku ułanów. Od 22 września 1920 do kwietnia 1921 pełnił obowiązki dowódcy pułku w stopniu majora.
Szczególnie odznaczył się w walkach pod Skrobowem (23-24 września 1920) podczas wojny polsko-bolszewickiej za które został odznaczony Srebrnym Orderem Virtuti Militari.
Pochwała w rozkazie generała Junga: „18 Pułk Ułanów wniósł zamieszanie w szeregi 27 dywizji sowieckiej i ułatwił sytuację XXIX Brygadzie Piechoty znajdującej się w ciężkim boju z przeciwnikiem. W imieniu służby wyrażam uznanie i dziękuję wszystkim oficerom i ułanom 18 pułku, a zwłaszcza dowódcy pułku majorowi Jezierskiemu oraz rannym oficerom: porucznikowi Monwid-Olechnowiczowi, ppor. Buterlewiczowi i ppor. Kłopotowskiemu – i życzę im szczęścia i powodzenia w dalszej służbie ku chwale Ojczyzny”.
23 października 1920, jako oficer byłej 5 Dywizji Strzelców Polskich został zatwierdzony z dniem 1 kwietnia 1920 w stopniu majora, w kawalerii, w grupie oficerów byłych Korpusów Wschodnich i byłej armii rosyjskiej. Później zajmował stanowisko komendanta kadry szwadronu zapasowego 18 pułku ułanów w Toruniu. W marcu 1924 został przeniesiony do 25 pułku ułanów w Prużanie na stanowisko zastępcy dowódcy pułku. 31 marca 1924 prezydent RP nadał mu stopień podpułkownika ze starszeństwem z dnia 1 lipca 1923 i 6. lokatą w korpusie oficerów jazdy. Z dniem 15 stycznia 1925 został przeniesiony do 5 pułku ułanów na stanowisko pełniącego obowiązki dowódcy pułku. Dowodzony przez niego oddział stacjonował w garnizonie Ostrołęka i wchodził w skład XII Brygady Kawalerii. Od 11 kwietnia do 4 lipca 1925 pełnił w zastępstwie obowiązki dowódcy XII Brygady Kawalerii. Z dniem 1 kwietnia 1926 został przeniesiony służbowo na trzymiesięczny kurs doszkolenia sztabowych oficerów kawalerii w Obozie Szkolnym Kawalerii w Grudziądzu, w charakterze frekwentanta. 1 stycznia 1928 prezydent RP nadał mu z dniem 1 stycznia 1928 stopień pułkownika w korpusie oficerów kawalerii i 11. lokatą. Po awansie został zatwierdzony na stanowisku dowódcy pułku. Z dniem 3 lutego 1928 został przeniesiony służbowo na III unifikacyjny trzymiesięczny kurs dowódców pułków w Doświadczalnym Centrum Wyszkolenia w Rembertowie. Od 1 kwietnia 1929 do kwietnia 1930 obowiązki dowódcy pułku łączył z pełnieniem w zastępstwie funkcji dowódcy XII Brygady Kawalerii. Z dniem 1 lipca 1935 został mu udzielony dwumiesięczny urlop z zachowaniem uposażenia czynnego wraz z dodatkiem służbowym z równoczesnym zwolnieniem z zajmowanego stanowiska, a z dniem 31 sierpnia 1935 przeniesiony w stan spoczynku. Mieszkał w Warszawie przy Alei 3 Maja 2 m. 9. Następnie brał udział w kampanii wrześniowej, a po jej zakończeniu został internowany na Węgrzech. Po zwolnieniu wrócił do Polski. Zmarł 6 września 1976 w Warszawie.
Na podstawie uchwały Nr 419/LV/2009 Rady Miasta Ostrołęki z 29 października 2009 zmieniającej uchwałę w sprawie ustalenia nazw ulic i placów w mieście Ostrołęka dotychczasowa ulica Marcelego Nowotki została zmieniona na ulicę płk. Antoniego Jezierskiego.

## Ordery i odznaczenia

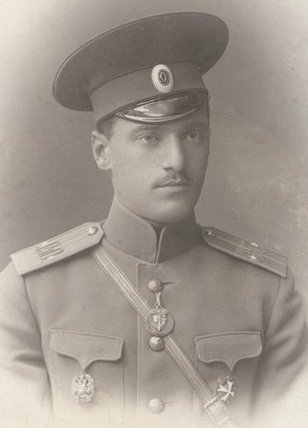
Anatol Jezierski

- Krzyż Srebrny Orderu Virtuti Militari nr 653[30][8][31][32]
- Krzyż Niepodległości – 23 grudnia 1933 „za pracę w dziele odzyskania niepodległości”[33][34][1][35]
- Krzyż Walecznych dwukrotnie[36][37]
- Złoty Krzyż Zasługi – 18 marca 1930 „za zasługi na polu wyszkolenia wojska”[38][36]
- Medal Pamiątkowy za Wojnę 1918–1921 – 1929[39]
- Medal Dziesięciolecia Odzyskanej Niepodległości – 1929[39]
- francuski Medal Pamiątkowy Wielkiej Wojny – 11 listopada 1936[40]